# 500 kilomètres de Dubai FIA GT 2004
Les 500 kilomètres de Dubai 2004 FIA GT, disputées le 8 octobre 2004 sur le Dubaï Autodrome, sont la dixième manche du championnat FIA GT 2004.

## Course

### Classement de la course
Classement à l'issue de la course (vainqueurs de catégorie en gras), :
| Pos.   | Catégorie | N° | Écurie                                       | Pilotes                                                       | Châssis                     | Pneus | Tours |
| Pos.   | Catégorie | N° | Écurie                                       | Pilotes                                                       | Moteur                      | Pneus | Tours |
| ------ | --------- | -- | -------------------------------------------- | ------------------------------------------------------------- | --------------------------- | ----- | ----- |
| 1      | GT        | 1  | BMS Scuderia Italia                          | Matteo Bobbi Gabriele Gardel                                  | Ferrari 550 GTS Maranello   | M     | 88    |
| 1      | GT        | 1  | BMS Scuderia Italia                          | Matteo Bobbi Gabriele Gardel                                  | Ferrari 5.9L V12            | M     | 88    |
| 2      | GT        | 34 | AF Corse                                     | Fabrizio de Simone Johnny Herbert                             | Maserati MC12 GT1           | P     | 88    |
| 2      | GT        | 34 | AF Corse                                     | Fabrizio de Simone Johnny Herbert                             | Maserati 6.0L V12           | P     | 88    |
| 3      | GT        | 3  | Care Racing Developments BMS Scuderia Italia | Thomas Biagi Enzo Calderari Lilian Bryner                     | Ferrari 550 GTS Maranello   | M     | 88    |
| 3      | GT        | 3  | Care Racing Developments BMS Scuderia Italia | Thomas Biagi Enzo Calderari Lilian Bryner                     | Ferrari 5.9L V12            | M     | 88    |
| 4      | GT        | 5  | Vitaphone Racing Team Konrad Motorsport      | Michael Bartels Uwe Alzen                                     | Saleen S7-R                 | P     | 88    |
| 4      | GT        | 5  | Vitaphone Racing Team Konrad Motorsport      | Michael Bartels Uwe Alzen                                     | Ford 7.0L V8                | P     | 88    |
| 5      | GT        | 2  | BMS Scuderia Italia                          | Fabrizio Gollin Luca Cappellari                               | Ferrari 550 GTS Maranello   | M     | 87    |
| 5      | GT        | 2  | BMS Scuderia Italia                          | Fabrizio Gollin Luca Cappellari                               | Ferrari 5.9L V12            | M     | 87    |
| 6      | GT        | 11 | G.P.C. Giesse Squadra Corse                  | Gianni Morbidelli Fabio Babini                                | Ferrari 575 GTC             | P     | 86    |
| 6      | GT        | 11 | G.P.C. Giesse Squadra Corse                  | Gianni Morbidelli Fabio Babini                                | Ferrari 6.0L V12            | P     | 86    |
| 7      | N-GT      | 99 | Freisinger Motorsport                        | Lucas Luhr Sascha Maassen                                     | Porsche 911 GT3 RSR (996)   | M     | 86    |
| 7      | N-GT      | 99 | Freisinger Motorsport                        | Lucas Luhr Sascha Maassen                                     | Porsche 3.6L Flat-6         | M     | 86    |
| 8      | N-GT      | 50 | Yukos Freisinger Motorsport                  | Emmanuel Collard Stéphane Ortelli                             | Porsche 911 GT3 RSR (996)   | M     | 85    |
| 8      | N-GT      | 50 | Yukos Freisinger Motorsport                  | Emmanuel Collard Stéphane Ortelli                             | Porsche 3.6L Flat-6         | M     | 85    |
| 9      | GT        | 7  | Ray Mallock Ltd.                             | Mike Newton Thomas Erdos                                      | Saleen S7-R                 | D     | 85    |
| 9      | GT        | 7  | Ray Mallock Ltd.                             | Mike Newton Thomas Erdos                                      | Ford 7.0L V8                | D     | 85    |
| 10     | N-GT      | 62 | G.P.C. Giesse Squadra Corse                  | Jaime Melo Christian Pescatori                                | Ferrari 360 Modena GTC      | P     | 85    |
| 10     | N-GT      | 62 | G.P.C. Giesse Squadra Corse                  | Jaime Melo Christian Pescatori                                | Ferrari 3.6L V8             | P     | 85    |
| 11     | GT        | 28 | Graham Nash Motorsport                       | Paolo Ruberti Gabriele Lancieri Rocky Agusta                  | Saleen S7-R                 | D     | 84    |
| 11     | GT        | 28 | Graham Nash Motorsport                       | Paolo Ruberti Gabriele Lancieri Rocky Agusta                  | Ford 7.0L V8                | D     | 84    |
| 12     | N-GT      | 88 | GruppeM Europe                               | Marc Lieb Tim Sugden                                          | Porsche 911 GT3 RSR (996)   | D     | 84    |
| 12     | N-GT      | 88 | GruppeM Europe                               | Marc Lieb Tim Sugden                                          | Porsche 3.6L Flat-6         | D     | 84    |
| 13     | GT        | 19 | JMB                                          | Stéphane Daoudi Andrea Garbagnati Peter Kutemann              | Ferrari 575 GTC             | M     | 82    |
| 13     | GT        | 19 | JMB                                          | Stéphane Daoudi Andrea Garbagnati Peter Kutemann              | Ferrari 6.0L V12            | M     | 82    |
| 14     | N-GT      | 64 | G.P.C. Giesse Squadra Corse                  | Luca Drudi Marco Lambertini Vincent Vosse                     | Ferrari 360 Modena GT       | P     | 82    |
| 14     | N-GT      | 64 | G.P.C. Giesse Squadra Corse                  | Luca Drudi Marco Lambertini Vincent Vosse                     | Ferrari 3.6L V8             | P     | 82    |
| 15     | N-GT      | 77 | Yukos Freisinger Motorsport                  | Nikolai Fomenko Alexei Vasilyev                               | Porsche 911 GT3 RSR (996)   | M     | 82    |
| 15     | N-GT      | 77 | Yukos Freisinger Motorsport                  | Nikolai Fomenko Alexei Vasilyev                               | Porsche 3.6L Flat-6         | M     | 82    |
| 16     | GT        | 13 | G.P.C. Giesse Squadra Corse                  | Emanuele Naspetti Philipp Peter                               | Ferrari 575 GTC             | P     | 81    |
| 16     | GT        | 13 | G.P.C. Giesse Squadra Corse                  | Emanuele Naspetti Philipp Peter                               | Ferrari 6.0L V12            | P     | 81    |
| 17     | N-GT      | 69 | Proton Competition                           | Gerold Ried Christian Ried                                    | Porsche 911 GT3 RS (996)    | D     | 80    |
| 17     | N-GT      | 69 | Proton Competition                           | Gerold Ried Christian Ried                                    | Porsche 3.6L Flat-6         | D     | 80    |
| 18     | N-GT      | 68 | Proton Competition                           | Horst Felbermayr, Sr. Horst Felbermayr, Jr.                   | Porsche 911 GT3 RS (996)    | D     | 78    |
| 18     | N-GT      | 68 | Proton Competition                           | Horst Felbermayr, Sr. Horst Felbermayr, Jr.                   | Porsche 3.6L Flat-6         | D     | 78    |
| 19     | GT        | 35 | Scuderia Veregra                             | Anthony Beltoise Narain Karthikeyan Maktoum Hasher Al Maktoum | Chrysler Viper GTS-R        | P     | 78    |
| 19     | GT        | 35 | Scuderia Veregra                             | Anthony Beltoise Narain Karthikeyan Maktoum Hasher Al Maktoum | Chrysler 8.0L V10           | P     | 78    |
| 20     | N-GT      | 57 | Vonka Racing                                 | Jan Vonka Miroslav Konôpka                                    | Porsche 911 GT3 R (996)     | P     | 77    |
| 20     | N-GT      | 57 | Vonka Racing                                 | Jan Vonka Miroslav Konôpka                                    | Porsche 3.6L Flat-6         | P     | 77    |
| 21     | N-GT      | 70 | Graham Nash Motorsport                       | Rob Croydon Del Bennett David Ovey                            | Porsche 911 GT3 R (996)     | D     | 76    |
| 21     | N-GT      | 70 | Graham Nash Motorsport                       | Rob Croydon Del Bennett David Ovey                            | Porsche 3.6L Flat-6         | D     | 76    |
| 22     | GT        | 10 | Zwaans GTR Racing Team                       | Val Hillebrand Stéphane Lemeret Henrik Roos                   | Chrysler Viper GTS-R        | D     | 69    |
| 22     | GT        | 10 | Zwaans GTR Racing Team                       | Val Hillebrand Stéphane Lemeret Henrik Roos                   | Chrysler 8.0L V10           | D     | 69    |
| 23     | GT        | 4  | Konrad Motorsport                            | Alexandros Margaritis Walter Lechner, Jr. Toni Seiler         | Saleen S7-R                 | P     | 67    |
| 23     | GT        | 4  | Konrad Motorsport                            | Alexandros Margaritis Walter Lechner, Jr. Toni Seiler         | Ford 7.0L V8                | P     | 67    |
| 24     | GT        | 18 | JMB Racing                                   | Chris Buncombe Bert Longin Sergei Zlobin                      | Ferrari 575 GTC             | M     | 67    |
| 24     | GT        | 18 | JMB Racing                                   | Chris Buncombe Bert Longin Sergei Zlobin                      | Ferrari 6.0L V12            | M     | 67    |
| 25 DNF | GT        | 8  | Ray Mallock Ltd.                             | Chris Goodwin José Pedro Fontes                               | Saleen S7-R                 | D     | 58    |
| 25 DNF | GT        | 8  | Ray Mallock Ltd.                             | Chris Goodwin José Pedro Fontes                               | Ford 7.0L V8                | D     | 58    |
| 26 DNF | GT        | 24 | DAMS                                         | Andrea Piccini Jean-Denis Delétraz Neel Jani                  | Lamborghini Murciélago R-GT | M     | 55    |
| 26 DNF | GT        | 24 | DAMS                                         | Andrea Piccini Jean-Denis Delétraz Neel Jani                  | Lamborghini 6.0L V12        | M     | 55    |
| 27 DNF | GT        | 17 | JMB Racing                                   | Karl Wendlinger Tarso Marques                                 | Ferrari 575 GTC             | M     | 47    |
| 27 DNF | GT        | 17 | JMB Racing                                   | Karl Wendlinger Tarso Marques                                 | Ferrari 6.0L V12            | M     | 47    |
| 28 DNF | GT        | 33 | AF Corse                                     | Andrea Bertolini Mika Salo                                    | Maserati MC12 GT1           | P     | 42    |
| 28 DNF | GT        | 33 | AF Corse                                     | Andrea Bertolini Mika Salo                                    | Maserati 6.0L V12           | P     | 42    |
| 29 DNF | GT        | 26 | DAMS                                         | Beppe Gabbiani Filipe Ortiz                                   | Lamborghini Murciélago R-GT | M     | 28    |
| 29 DNF | GT        | 26 | DAMS                                         | Beppe Gabbiani Filipe Ortiz                                   | Lamborghini 6.0L V12        | M     | 28    |